# Les Montana
 (juin 2016).
Si vous disposez d'ouvrages ou d'articles de référence ou si vous connaissez des sites web de qualité traitant du thème abordé ici, merci de compléter l'article en donnant les références utiles à sa vérifiabilité et en les liant à la section « Notes et références ».
Les Montana est une série télévisée policière française en trois parties de 90 minutes diffusées les 16 décembre 2004, 30 juin 2005 et 1er décembre 2005 sur TF1.

## Synopsis
Chez les Montana la police est une affaire de famille. On est policier de père en fille

## Distribution
- Anne Caillon : Commandant Laetitia Montana fille de Charles et sœur d'Alexandra
- Yvon Back : lieutenant Félix Martial le beau-frère de Laetitia et mari d'Alexandra
- Didier Flamand : Ex-Commissaire  Charles Montana père de Laetitia et d'Alexandra
- Françoise Lépine : Alexandra Martial née Montana la sœur de Laetitia et la fille de Charles.

## Épisodes
1. Dérapage
2. Recherche enfant disparue
3. Sans issue

## Récompense
- Festival de la fiction TV de Saint-Tropez 2005 : meilleure série[1]

## Autour de la série
Le tournage de la série a eu lieu, entre autres, à L'Isle-Adam et Mériel.